# Юниор-Спутник
«Юниор-Спутник» Нижний Тагил — молодёжная команда по хоккею с шайбой из Нижнего Тагила. Образована на основе фарм-клуба ХК «Спутник», «Юниор-Спутник». С 2012 года по 2015 выступал в Первенстве МХЛ; с 2015 года выступает в Первенстве ВХЛ. В 2012 году ХК «Спутник-2» переименован в «Юниор-Спутник».
27 апреля 2012 года «Юниор-Спутник» был принят в состав участников Первенства МХЛ. В 2015 году команда решением Попечительского совета ХК «Спутник» была переведена в Первенство ВХЛ.